# Chicken Little
Chicken Little (títol original en anglès: Chicken Little) és una pel·lícula estatunidenca de 2005 de Walt Disney Pictures, inspirada en el conte tradicional The Sky Is Falling. Es tracta de la història d'un pollet decidit a salvar el món amb la seva colla d'amics de la imminent caiguda del cel. Aquesta pel·lícula, la primera d'estudi animada totalment per ordinador de la factoria Disney, està dirigida per Mark Dindal i produïda per Randy Fullmer, responsables de la pel·lícula L'emperador i les seves bogeries (2000).
L'estrena de la versió en català es va emmarcar dins la campanya «Dona corda al català», una iniciativa de sensibilització per promoure i facilitar l'ús del català.

## Argument
Ha passat un any des que Chicken Little, un petit pollastre d'Oakeys Oaks, va sembrar el pànic a la ciutat tocant la campana de l'escola afirmant que el cel es desploma. Quan tot s'atura finalment, Chicken Little guia els habitants de la ciutat cap al vell roure, dient-los que ha rebut un paquet del cel que tenia la forma d'un disc de Stop; però quan el seu pare, excampió de beisbol arriba, declara que al seu fill li ha caigut una gla sobre el cap.
La història de la pel·lícula comença quan Chicken Little torna a classe l'any següent, i s'uneix a l'equip local de beisbol per tal de restablir la seva reputació i aconseguir el respecte del seu pare.
Però quan el nostre heroi rep una vegada més el mateix paquet del cel, adverteix els seus amics Abby Malard, l'ànega, Boulard, el porc, i Fish, el peix fora de l'aigua, i només compta amb ells per salvar la ciutat d'un atac d'extraterrestres.

## Repartiment
| Personatge                     | Veu en anglès     | Veu en català        |
| ------------------------------ | ----------------- | -------------------- |
| Chicken Little                 | Zach Braff        | Roger Pera           |
| Buck Crestall                  | Garry Marshall    | Domènech Farrell     |
| Batlle Tot–a-Ratlla            | Don Knotts        | Eduard Doncos        |
| Senyor Llana Plana             | Patrick Stewart   | Santi Lorenz         |
| Foxy Fantotxi                  | Amy Sedaris       | Aida de la Cruz      |
| Runt Patarrell                 | Steve Zahn        | Ramon Hernández      |
| Abby Ganyot                    | Joan Cusack       | Ariadna de Guzmán    |
| Director Fetchit               | Wallace Shawn     | Eduard Lluís Muntada |
| Gos Locutor                    | Harry Shearer     | Joan Carles Gustems  |
| Melvin                         | Fred Willard      | Jose Javier Serrano  |
| Tina                           | Catherine O'Hara  | Maria Moscardó       |
| Comandant                      | Patrick Warburton | Pep Ribas            |
| Ace – Hollywood Chicken Little | Adam West         | Ramon Canals         |

## Cançons de la pel·lícula[calcitació]
- Stir It Up - Patti LaBelle i Joss Stone
- One Little Slip - Solista
- All I know - Solista
- Shake A Tail Feather - The Cheetah Girls
- Ain't No Mountain High Enough - Diana Ross
- It's the End of the World As We Know It - R.E.M.
- All I Know - Five For Fighting
- Gonna Make You Sweat - C.C. Música Factory
- We Are the Champions - Chicken Little
- Wannabe - Abby, Boulard
- Don't Go Breaking My Heart - Abby, Boulard, Foxy, Buck, Dindon Léon, M. Toison d'Or

## Crítiques
- "Amb un dels guions més recarregats de l'any, ofereix 76 fogosos minuts. (...) Un entreteniment familiar que generarà agraïment per part dels pares (...)", segons USA Today.[4]
- "Un esgotador i poc inspirat pastitx de clixés, amb poc enginy, inspiració i originalitat", segons The New York Times.[5]
- "El seu fort són les veus de celebritats, les referències culturals pop i les cançons de rock, però falla en personatges memorables i imaginació. Està a l'altura de títols d'animació digital mediocres com Madagascar i Shark Tale", segons New York Post.[6]
- "Després de la ruptura amb Pixar (Toy Story, Buscant en Nemo...), Disney haurà d'afinar més amb els seus guions si no vol convertir-se en un dels fracassats que tan poc semblen agradar-li.", segons El País.[7]